# シュトイベン

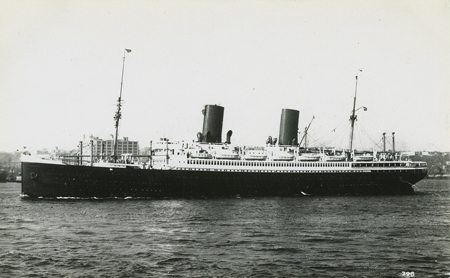
シュトイベン (Steuben)

シュトイベン (Steuben) はドイツの客船。1945年2月10日、ハンニバル作戦中にソ連の潜水艦「S-13」の雷撃により沈没し、約4,000人が死亡した。

## 第二次世界大戦
1939年、「シュトイベン」はドイツ海軍に編入され、宿泊艦として運用された。1944年からは武装輸送船として運用された。ドイツ兵をバルト海東部の港へ輸送し、その後負傷兵をキールへ輸送した。

### ハンニバル作戦
1945年1月初めまでに、カール・デーニッツ海軍元帥はドイツはもうすぐ敗北すると悟った。1945年1月23日、暗号文を送信し、潜水艦乗組員をバルト海沿岸のゴーテンハーフェン（現在のポーランド・グディニャ）から西ドイツへ避難させるよう命じた（ハンニバル作戦）。
当時、潜水艦乗組員はバルト海の港湾に停泊していた船で訓練・生活を行っていた。
1945年冬、ソ連がバルト三国と東プロイセンに進攻する前に、東プロイセンの難民がケーニヒスベルクを離れて西に向かった。多くの難民がバルト海沿岸のピラウ（現在のロシア・バルチースク）の港湾に避難し、船で比較的安全な西ドイツへ向かうことを望んだ。その船団の中に「シュトイベン」もあった。

### 最後の航海
1945年2月9日、「シュトイベン」はダンツィヒ湾のピラウを出航し、スヴィーネミュンデ（現在のポーランド・シフィノウイシチェ）へ向かった。4,267人が乗船しており、うち2,800人は負傷したドイツ兵、800人は民間人、100人は帰還兵、270人は海軍の医療関係者（医師、看護師、補助員含む）、12人はピラウで乗船した看護師、64人は高射砲の操作員、61人は海軍軍人や通信士、信号手、機械操作員、管理者ら、160人は商船隊の乗員であった。
真夜中を過ぎた頃、ソ連の潜水艦「S-13」が発射した2本の魚雷が「シュトイベン」に命中し、生存者によれば、約20分以内に沈没した。3,000人から4,000人が死亡した。生存者のうち約300人は水雷艇「T196」に救助され、ポメラニアのコルベルク（現在のポーランド・コウォブジェク）に到着した。

## 残骸

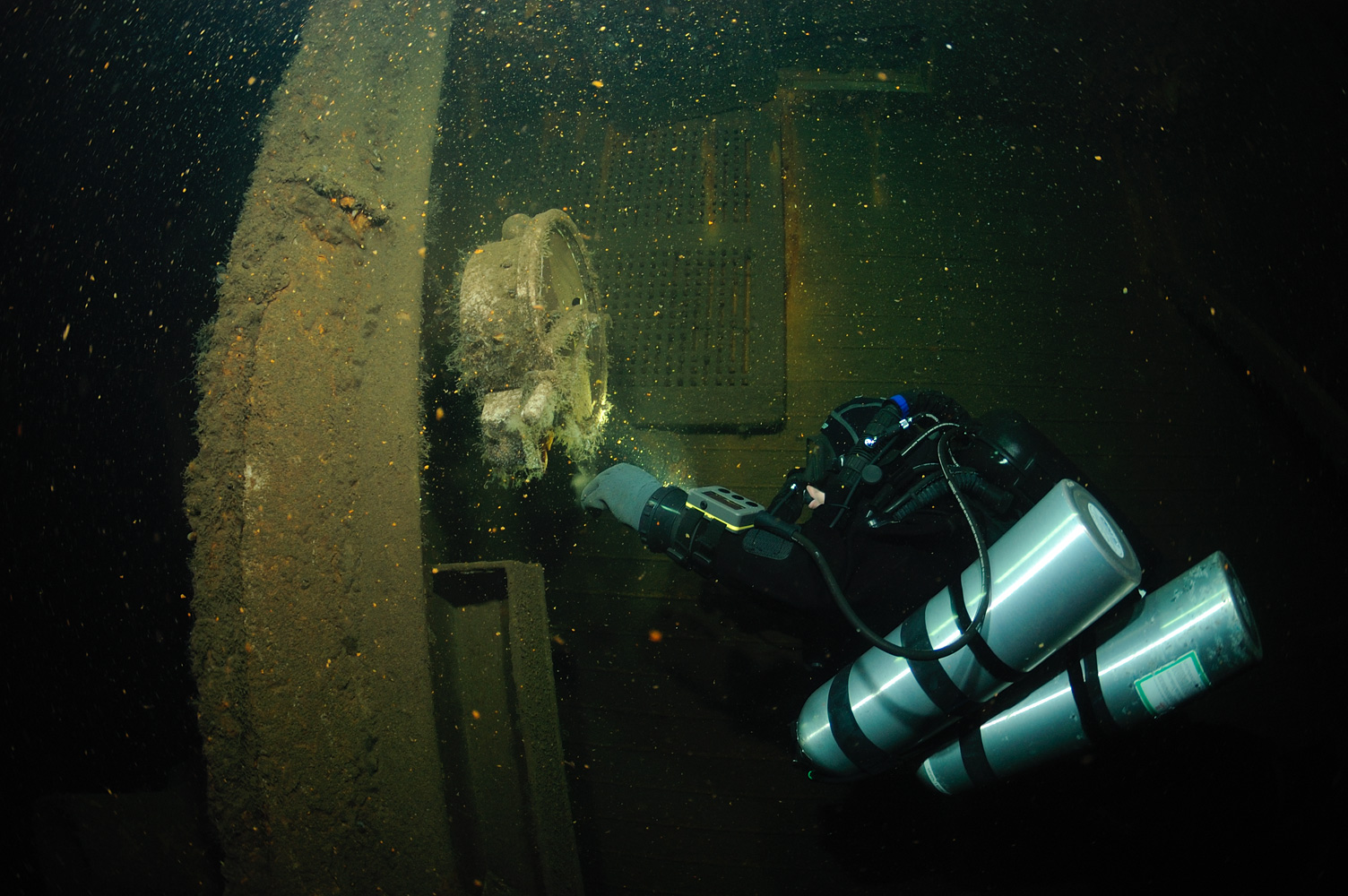
「シュトイベン」のエンジンテレグラフとダイバー

2004年5月、ポーランド海軍の水路測量船による調査で残骸が発見された。2005年の『ナショナルジオグラフィック』の記事で写真や画像が公表された。
残骸は左舷を底にして水深約70mに沈んでおり、船体は最長で50mあった。残骸はほぼ無傷であった。